# Tillandsia werdermannii
Tillandsia werdermannii är en gräsväxtart som beskrevs av Hermann August Theodor Harms. Tillandsia werdermannii ingår i släktet Tillandsia och familjen Bromeliaceae. Inga underarter finns listade i Catalogue of Life.